# RSV Heiligenbeil
Der RSV Heiligenbeil war ein deutscher Sportverein aus der ostpreußischen Stadt Heiligenbeil (heute Mamonowo). Die Fußballabteilung spielte zwei Jahre in der damals erstklassigen Gauliga Ostpreußen.

## Geschichte und sportliche Entwicklung
Der RSV Heiligenbeil wurde am 23. Februar 1920 gegründet. Als Vereinsfarben wählte er rot-weiß. Die Heimspiele trug er im (1941) 3.000 Zuschauer fassenden Städtischen Stadion an der Rosenberger Chaussee aus, das die Vereinsmitglieder in der Gründungsphase in Eigenarbeit aus einem alten Turnplatz in einen Sportplatz mit Fußballfeld verwandelt hatten. Der Sportplatz wurde 1929 zu einer modernen Anlage umgebaut.
Nach Gründung des Vereins spielte der RSV Heiligenbeil im Ligensystem des Baltischen Rasen- und Wintersport-Verbandes (BRWV). 1921/22 ist ein Spielbetrieb in der Herbstrunde in der Bezirksliga VI Ostpreußen West überliefert, eine von damals mehreren regionalen ersten Spielklassen innerhalb des BRWVs. 1924/25 spielte der Verein in der 2. Klasse Königsberg – Unterbezirk Zinten (dritte Spielklasse), zur Spielzeit 1926/27 wurde der Verein der 2. Klasse Königsberg zugeordnet. Durch den Sieg in der 2. Klasse 1929/30 und der anschließenden erfolgreichen Teilnahme an den Qualifikationsspielen stieg Heiligenbeil zur Spielzeit 1931/32 in die zweitklassige Kreisliga Königsberg auf.  Durch den dritten Tabellenplatz in der Kreisliga Königsberg 1933 wurde der RSV Heiligenbeil im Zuge der Einrichtung der Sportgaue anstelle der Fußballverbände in die zweitklassige Bezirksklasse I Königsberg innerhalb des Sportgaus Ostpreußen eingeordnet.
Bedingt durch die Umstrukturierung der Gauliga Ostpreußen zur Spielzeit 1935/36, die feste Gauliga wurde aufgelöst und es qualifizierten sich jährlich die jeweils zwei besten Vereine der vier zweitklassigen Bezirksklassen für eine im Rundenturnier ausgetragene Gaumeisterschaft, bestand für Heiligenbeil als Mitglied der Bezirksklasse Königsberg nun die Möglichkeit, sich für die Gaumeisterschaften zu qualifizieren. Konnte der Verein 1935/36 noch den fünften Tabellenplatz erreichen, wurde er in der Spielzeit 1936/37 mit nur einem Sieg und einem Unentschieden Letzter und musste in die Drittklassigkeit absteigen. Dort verblieb der Verein bis zur Spielzeit 1941/42, als er sich mit dem SV Blau-Weiß Heiligenbeil zur SG RSV/Blau-Weiß Heiligenbeil zusammenschloss und in der zweitklassigen 1. Klasse Ostpreußen spielte. Im Januar 1942 zog sich der Verein jedoch vom Spielbetrieb zurück. Die Fusion wurde wieder gelöst und der RSV Heiligenbeil trat 1943/44 nochmals in der zweiten Spielklasse in Erscheinung.
In seiner besten Zeit hatte der RSVH rund 160 aktive und etwa 100 passive Mitglieder. Neben dem Fußball gab es im Verein Abteilungen für Leichtathletik, Frauenarbeit, Handball, Faustball, Schwimmen, Tischtennis, Schach, Kegeln und Kleinkaliberschießen.
Nach dem Zweiten Weltkrieg wurde das einstmals deutsche Heiligenbeil von der Sowjetunion annektiert. Der RSV Heiligenbeil wurde, wie alle übrigen deutschen Vereine und Einrichtungen, zwangsaufgelöst.